# Francis Jno-Baptiste
Francis Jno-Baptiste, född 8 november 1999, är en engelsk fotbollsspelare som spelar för Chesham United.

## Karriär
I december 2018 värvades Jno-Baptiste av Östersunds FK, där han skrev på ett 3,5-årskontrakt. I januari 2022 kom Jno-Baptiste och Östersund överens om att bryta kontraktet i förtid.
I mars 2022 återvände Jno-Baptiste till England och skrev på för Southern Football League Premier Division South-klubben Chesham United. Han gjorde två mål på sju matcher för klubben under säsongen 2021/2022.